# Omø Sogn
Omø Sogn er et sogn i Slagelse-Skælskør Provsti (Roskilde Stift).
I 1800-tallet var Omø Sogn et selvstændigt pastorat. Det hørte til Vester Flakkebjerg Herred i Sorø Amt. Omø sognekommune blev ved kommunalreformen i 1970 indlemmet i Skælskør Kommune, der ved strukturreformen i 2007 indgik i Slagelse Kommune.
I Omø Sogn ligger Omø Kirke.
I sognet findes følgende autoriserede stednavne:
- Kirkehavn (bebyggelse)
- Langelandsøre (areal)
- Omø (areal, bebyggelse, ejerlav)
- Skovbanke (areal)
- Skovklint (areal)
- Ørespids (areal)